# Popiół lotny

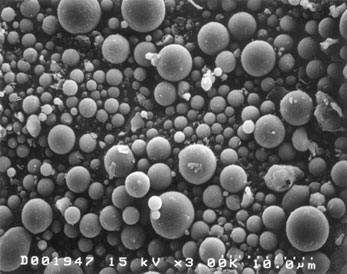
Mikrofotografia wykonana z użyciem elektronowego mikroskopu skaningowego (powiększenie 2000×)

Popiół lotny – drobnoziarnista frakcja popiołów powstających w czasie spalania paliw, tylko częściowo zatrzymywanych w instalacjach oczyszczania spalin (np. w elektrofiltrach). Jest wprowadzana do atmosfery bezpośrednio z emitorów (np. kominów elektrociepłowni) lub unoszona przez wiatr z powierzchni hałd. W czasie emisji spalin odgrywają rolę czynnika odsiarczającego. Głównymi składnikami popiołów lotnych są Al
2O
3 i SiO
2. Wśród innych składników wymienia się m.in. chlorki, CaO, SO
3, P
2O
5, Fe
2O
3. Są stosowane m.in. do produkcji betonu (np. bloczków budowlanych), cementu portlandzkiego i pucolanowego, geopolimerów.